# Художественный музей Национального университета Колумбии
Художественный музей Национального университета Колумбии (исп. Museo de Arte de la Universidad Nacional de Colombia) — художественный музей, расположенный в городе Богота — столице Колумбии, экспозиция которого посвящена современному искусству. Входит в список музеев в ведении Национального университета Колумбии.
Проект музея был одобрен в 1965 году ректором Национального университета Колумбии Хосе Феликсом Патиньо. Первым куратором учреждения была известный колумбийский искусствовед Марта Траба. В 1969 году она уступила своё место искусствоведу Глории Зеа. Музей получил официальное утверждение 26 августа 1970 года. В феврале 1971 года его экспозиция переехала в здание в университетском городке, построенное по проекту архитекторов Игнасио Гомесом и Гонсало Видалем; в настоящее время здесь находится кафедра философии. В 1973 году музей переехал в современное здание на углу 30-го проспекта и 45-й улицы, возведённое по проекту архитекторов Альберто Эстрады и Эльзы Махеча. Здание музея является частью культурного комплекса в университетском городке, который был спроектирован архитектором Леопольдо Ротером в 1937 году.
Собрания музея включают 380 работ колумбийских и американских живописцев XX века. В музее представлены произведения Роберто Парамо, Карлоса Рохаса, Фелизы Бурштын, Бернардо Сальседо, Энрике Грау, Фанни Санин, Мигеля Анхеля Рохаса, Луиса Кабальеро, Сантьяго Карденаса, Оскара Муньоса, Беатрис Гонсалес, Мануэля Эрнандеса, Хосе Алехандро Рестрепо и Хуана Фернандо Эррана. В собрания также входят гравюры и рисунки 1970-х — 1980-х годов Умберто Джангранди, Антонио Каро, Марианы Варелы, Луиса Паза и Таллера Рохо.
Коллекция Пизано, формируемая с 2002 года, представляет собой 242 гипсовых копии оригинальных скульптур из собраний Британского музея и Лувра и копии гравюр, начиная с 1646 года, с оригинальных пластин из собраний музеев Мадрида, Парижа, Берлина и Рима. Скульптуры разделены по пяти направлениям: Древние Египет, Ассирия и Персия; Античные Греция и Рим; Готическое и романское искусство; Ренессанс, барокко и маньеризм; Неоклассицизм, романтизм и современное искусство. Собрание гравюр включает копии работ Калло, Рембрандта, Пиранези, Риго и Дюрера. Коллекция Пизано находится в библиотеке Габриэля Гарсиа Маркеса.